# The Twits (película)
The Twits es una próxima película estadounidense de comedia animada, coproducida y dirigida por Phil Johnston, quien escribió el guion junto a Meg Favreau, a partir de una historia de Kirk DeMicco y John Cleese. La cinta adapta la novela homónima de Roald Dahl, publicada en 1980, y cuenta con las voces de Natalie Portman, Emilia Clarke, Margo Martindale y Johnny Vegas. The Twits se estrenará en 2025 en Netflix.

## Elenco
- Natalie Portman
- Emilia Clarke
- Margo Martindale como Sra. Twit
- Johnny Vegas como Sr. Twit

## Producción

### Desarrollo
En febrero de 2003, una adaptación cinematográfica del libro entró en desarrollo en Vanguard Animation, con su fundador John H. Williams como productor. Como parte de un acuerdo de varias películas con Walt Disney Pictures, Vanguard planeaba una producción híbrida de animación por computadora y acción real, con un guion escrito por John Cleese y Kirk DeMicco.
En noviembre de 2004, se informó que Mark Mylod había firmado como director y que Cleese podría actuar en la película. En octubre de 2006, tras cambios ejecutivos en Disney, el proyecto pasó a Working Title y Universal. Para enero de 2012, el sitio oficial de Vanguard Animation anunció que Conrad Vernon, director de Shrek 2 y Monsters vs. Aliens, estaría a cargo de la dirección.
En abril de 2022, después de que Netflix adquiriera la compañía de Roald Dahl, se confirmó que el largometraje sería distribuido por la plataforma, que anteriormente había anunciado una serie animada basada en el libro. En septiembre de 2023, junto con la publicación de una primera imagen de la película, se anunció que Phil Johnston la dirigiría y coescribiría el guion con Meg Favreau.

### Reparto
En junio de 2024, se reveló que Natalie Portman, Emilia Clarke, Margo Martindale y Johnny Vegas se unieron al elenco.

### Animación
La animación comenzó en septiembre de 2023, el mismo mes en que se informó que Jellyfish Pictures estaba a cargo de esta fase del proyecto.